# Dekanat Elbląg Południe
Dekanat Elbląg Południe – jeden z 20 dekanatów w rzymskokatolickiej diecezji elbląskiej.

## Parafie
W skład dekanatu wchodzi 8 parafii:
- Parafia bł. Doroty z Mątowów – Elbląg
- Parafia bł. Franciszki Siedliskiej – Elbląg
- Parafia św. Floriana – Elbląg
- Parafia św. Jerzego – Elbląg
- Parafia św. Jana Chrzciciela – Gronowo Elbląskie
- Parafia Wniebowzięcia NMP – Jezioro
- Parafia Niepokalanego Serca NMP – Pomorska Wieś
- Parafia św. Michała Archanioła – Zwierzno

## Sąsiednie dekanaty
Dzierzgoń, Elbląg Północ, Elbląg Śródmieście, Malbork I, Nowy Staw, Pasłęk I, Pasłęk II